# Vitaljina
Vitaljina je vesnice v Dubrovnicko-neretvanské župě na jihu Dubrovnické exklávy v Chorvatsku. Spadá pod opčinu města Konavle. V roce 2011 zde žilo 211 obyvatel. Jedná se o nejjižnější obydlené sídlo Chorvatska.

## Poloha
Vitaljina je nejjižnější obydlené sídlo Chorvatska v hraniční oblasti Chorvatska a Černé Hory. Obec leží na silnici D516 a skládá se z mnoha větších, nesamostatných částí. Nejjižnější z nich je Prevlaka, nacházející se na stejnojmenném poloostrově a je také jedinou částí ležící u moře.
Dalšími hlavními částmi jsou Mitrovići, Misletići, Tripkovići a Vitaljina. Dále se skládá i z malých částí Bezboge, Donji Kraj a Gornji Kraj. Nejbližšími samostatnými vesnicemi jsou Đurinići a Molunat.
Většina zdejších obyvatel se zabývá zemědělstvím.